# 대야도
대야도(大也島)는 전라남도 신안군 하의면 능산리에 위치한 섬이다. 다도해해상국립공원에 속한다. 하의도에서 서쪽으로 4.3km 지점에 있으며 북쪽으로는 도초도, 남쪽으로는 신도(薪島)가 있다.
면적은 4.26㎢, 해안선 길이는 10.3km로, 높이 306m의 비교적 가파른 산을 비롯하여 남쪽과 동쪽은 산지로 이루어져 있고 취락은 동쪽 중앙의 저지대 만안에 위치한다. 2009년 기준 44명의 주민이 대부분 어업, 농업을 겸하며 거주한다. 하의도 옹곡항에서 배가 왕래한다.